# Core 'e Napule
Core 'e Napule è una raccolta di Mario Merola e di Nino D'Angelo.

## Tracce

### Nino D'Angelo
1. 'Na muntagna 'e poesie
2. Core 'e papà
3. 'N'Artista
4. Ll'Amicizia
5. Sabato e Domenica
6. L'Anniversario
7. È Natale
8. Maledetto treno

### Mario Merola
1. Amice (Preghiera d'ammore)
2. Dicite all'Avvocato
3. Femmena nera
4. Quatt'anne ammore
5. Quatto mura
6. S'è cagnata 'a scena
7. L'urdema buscia
8. Malufiglio